# Fort Rammekens

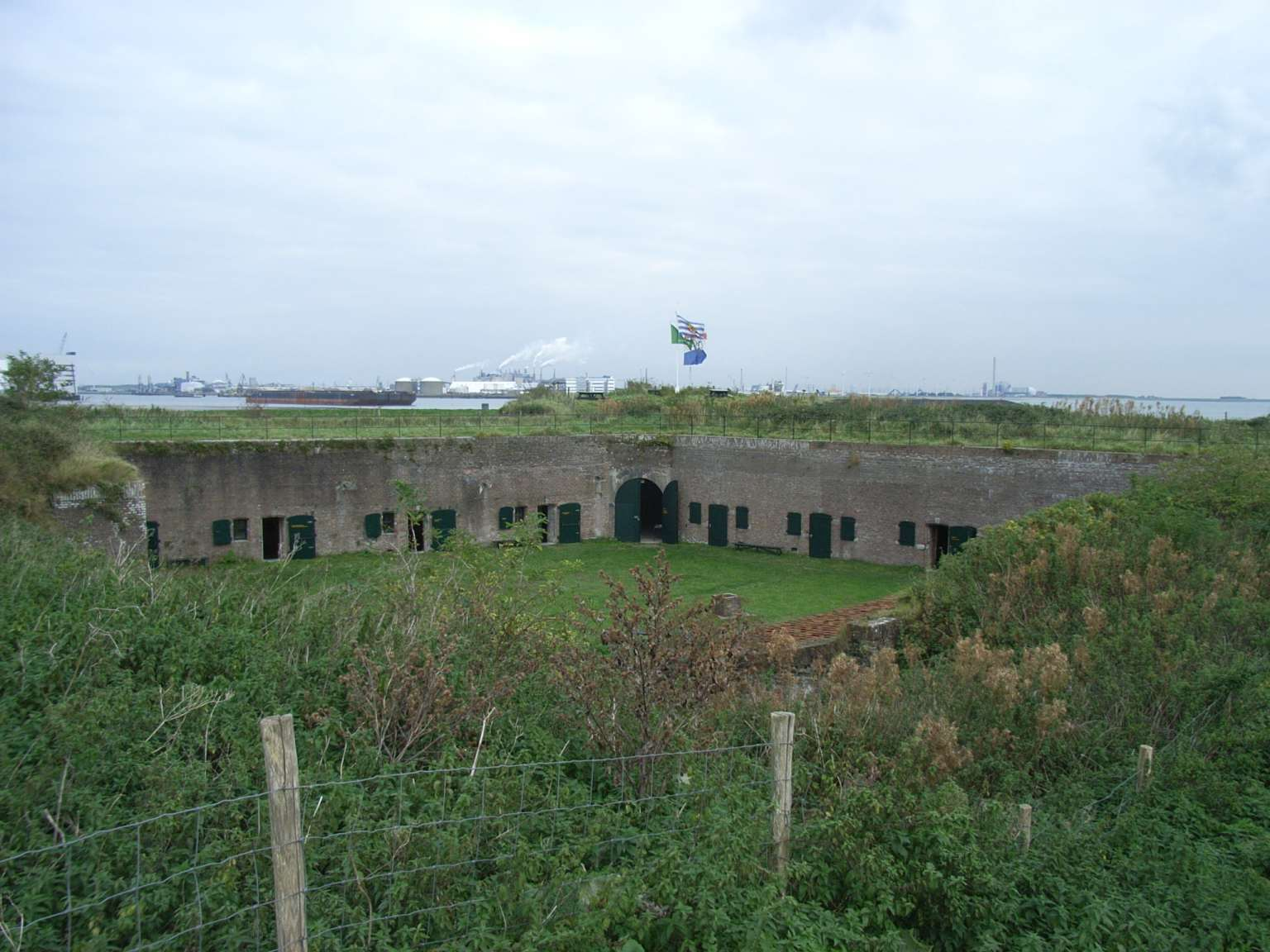
Blick vom Fort über den Sloehafen und die Schelde

Fort Rammekens gilt als ältestes Seefort Westeuropas. Es liegt östlich von Vlissingen bei dem Dorf Ritthem auf der Halbinsel Walcheren in der niederländischen Provinz Zeeland. Die Festung wurde zum Rijksmonument erklärt.

## Lage

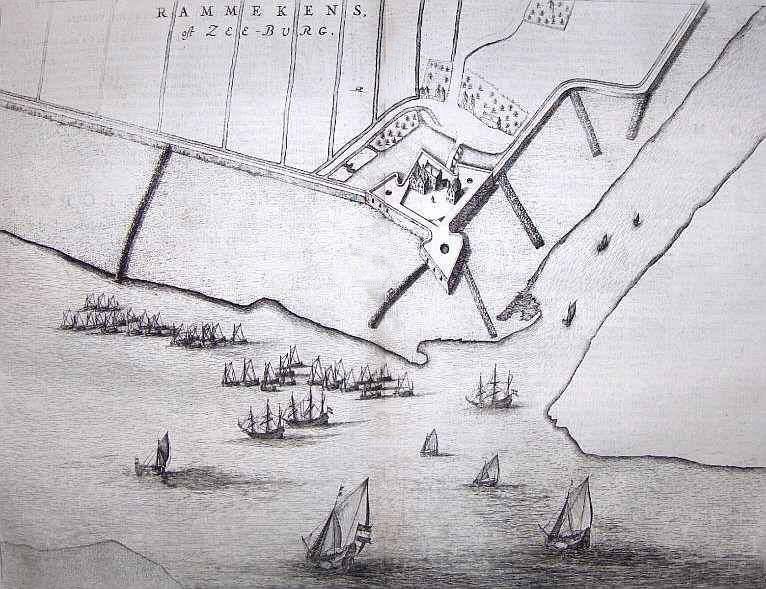
Fort Rammekens auf einer Karte von Joan Blaeu, 1649

Die Festung aus dem 16. Jahrhundert liegt bei dem Dorf Ritthem  strategisch günstig am Nordufer der Westerschelde am Eingang des heutigen Sloehafens. Sie beherrschte hier den damaligen Zugang zum Hafen Middelburg.

## Geschichte
Die Befestigungsanlage wurde 1547 von dem Architekten Donato de Boni im Auftrag Kaiser Karls V. im italienischen Renaissancestil errichtet. Nach dessen Abzug besetzten die Geusen den strategisch wichtigen Ort im Achtzigjährigen Krieg. Anschließend war das Fort eine Zeit lang in englischem Besitz als Gegenleistung für die Unterstützung gegen die Spanier.
Napoleon I. ließ die Befestigungsanlage umbauen. Ein Schloss im Inneren musste Kasematten weichen.
Während der Schlacht an der Scheldemündung diente das Fort 1944 ein letztes Mal militärischen Zwecken, als die deutsche Besatzung hier eine Maschinengewehrstellung aufbaute. Das alliierte Bombardement der Deiche hinterließ Spuren in der Landschaft. Nach Deichbrüchen einfließendes Wasser blieb teilweise auf dem Gelände um das Fort stehen.
Das Waldgebiet Rammekenshoek steht als Biotop unter Naturschutz. Der nordöstliche Teil ist militärisches Sperrgebiet. Der Deich am Fort bietet eine kontrastierende Aussicht über die Westerschelde auf den Sloehafen, das Kernkraftwerk Borssele und die Industriegebiete Terneuzens auf der gegenüberliegenden Scheldeseite.